# Parlement van Lesotho

Wapen van Lesotho

Het Parlement van Lesotho (Engels: Parliament of Lesotho) bestaat uit twee Kamers:
- de Nationale Vergadering (National Assembly) - lagerhuis, 120 leden;
- de Senaat (Senate) - hogerhuis, 33 leden.